# Ministerio del Ambiente
El Ministerio del Ambiente (MINAM) es el sector del Poder Ejecutivo del Perú encargado de formular, planificar, dirigir, ejecutar, supervisar y evaluar la Política Nacional del Ambiente (PNA), aplicable a todos los niveles de gobierno, así como de dirigir el Sistema Nacional de Gestión Ambiental (SNGA) y el Sistema Nacional de Evaluación del Impacto Ambiental (SEIA), ejerciendo la rectoría del Sector Ambiental.
Cuenta con dos viceministerios:
- Viceministerio de Desarrollo Estratégico de los Recursos Naturales
- Viceministerio de Gestión Ambiental

## Historia

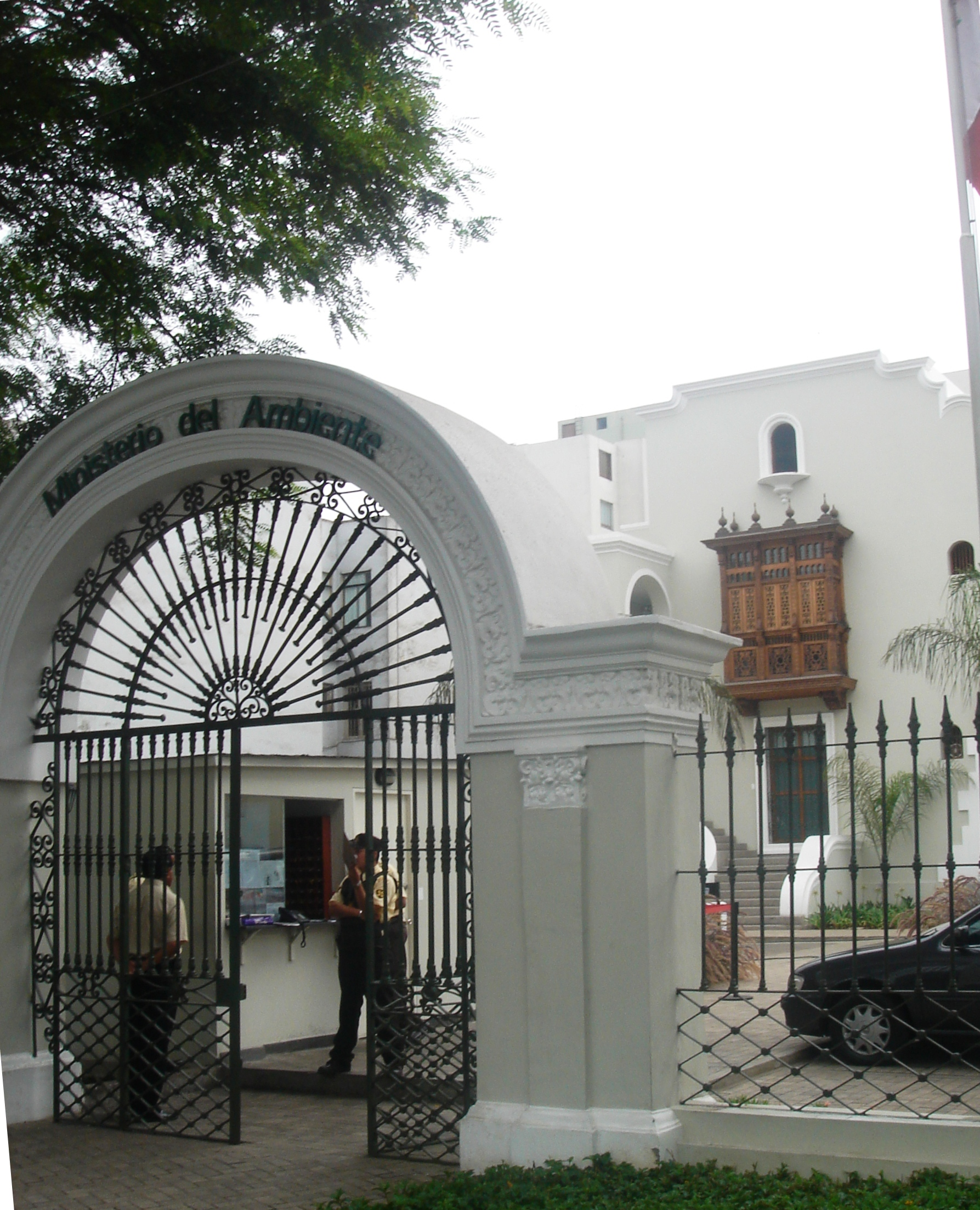
Entrada principal de la sede del ministerio.

Fue creado el 13 de mayo de 2008, meses después de proponerse su creación, mediante el Decreto Legislativo n. ° 1013 y su primer ministro fue Antonio Brack Egg. Su misión es asegurar el uso sostenible y la conservación de los recursos naturales, así como la preservación de la calidad ambiental en beneficio de las personas y el entorno de manera normativa, efectiva, descentralizada y articulada con las organizaciones públicas y privadas y la sociedad civil, en el marco del crecimiento verde y la gobernanza ambiental.

## Organización
Mediante el Decreto Supremo N.° 002-2017-MINAM, el Ministerio del Ambiente aprobó su nuevo Reglamento de Organización y Funciones (ROF), estableciendo una estructura organizacional interna que ordena y adecua las actividades institucionales que viene desarrollando para el desempeño de sus funciones, acorde con los desafíos ambientales que afronta el país.

## Viceministerio de Desarrollo Estratégico de los Recursos Naturales

#### Cambio Climático y Desertificación
Responsable de generar políticas para la gestión ante el cambio climático, lucha contra la desertificación y sequía, así como dar cumplimiento a los compromisos que el Perú ha asumido con la Convención Marco de las Naciones Unidas sobre el Cambio Climático.

#### Diversidad Biológica
Responsable de conducir la elaboración de instrumentos orientadores, que promuevan la conservación y uso sostenible de la diversidad biológica. Además, propone mecanismos para implementar acciones en bioseguridad, para mantener la integralidad y funcionalidad de la diversidad biológica.

#### Economía y Financiamiento Ambiental
Conduce la elaboración de instrumentos y procedimientos, así como formular y proponer programas y proyectos relacionados con la valoración económica ambiental, al desarrollo e implementación de instrumentos económicos ambientales y al financiamiento ambiental.

#### Estrategia sobre los Recursos Naturales
Elabora los instrumentos de planificación ambiental de carácter nacional para la gestión integrada de los recursos naturales y supervisa su implementación.

#### Ordenamiento Territorial Ambiental
Conduce la elaboración de herramientas, instrumentos y procedimientos, así como formulación de planes, programas y proyectos que contribuyan a la gestión del territorio, en materia ambiental, con énfasis en la aplicación de la zonificación ecológica y económica y otros instrumentos; así como la generación de información y el monitoreo del territorio.

## Viceministerio de Gestión Ambiental

#### Calidad Ambiental
Responsable de formular, proponer, fomentar e implementar de manera coordinada, multisectorial y descentralizada los instrumentos técnicos-normativos para mejorar la calidad del ambiente. Asimismo, dirige el proceso de elaboración de Estándares de Calidad Ambiental y Límites Máximos Permisibles respectivos.

#### Educación, Ciudadanía e Información Ambiental
Conduce la formulación de lineamientos, instrumentos y metodologías que promuevan la educación, cultura y ciudadanía ambiental, así como la gestión de información ambiental e identificación de las prioridades y necesidades de investigación, promoviendo el desarrollo de investigaciones científicas relacionadas con el ambiente.

#### Gestión de Residuos Sólidos
Encargada de proponer instrumentos técnicos-normativos sobre el manejo de residuos sólidos, en coordinación con las entidades competentes, según corresponda. Además, administra el Sistema de Información para la Gestión de Residuos Sólidos (SIGERSOL), el registro autoritativo de las Empresas Operadoras de Residuos Sólidos y evalúa la declaratoria de emergencia de la gestión y manejo de los residuos sólidos.

#### Políticas e Instrumentos de Gestión Ambiental
Como responsable de conducir el Sistema Nacional de Evaluación de Impacto Ambiental, diseña y formula la política nacional de ambiente, así como los instrumentos de planificación ambiental, de carácter nacional, de gestión ambiental. Asimismo, realiza el seguimiento, evaluación y articulación del Sistema Nacional de Gestión Ambiental.

## Secretaría General

#### Oficina General de Administración
Responsable de gestionar los sistemas administrativos de abastecimiento, contabilidad y tesorería, para asegurar una eficiente y eficaz gestión institucional. Asimismo, brinda soporte en materia de tecnologías de la información y comunicaciones a los órganos del MINAM, para apoyar oportuna y eficientemente al cumplimiento de sus objetivos.

#### Oficina General de Asesoría Jurídica
Asesora y emite opinión sobre los asuntos de carácter jurídico a la Alta Dirección y a los demás órganos del Ministerio. Asimismo, recopila la normatividad relacionada al sector ambiente.

#### Oficina General de Asuntos Socio Ambientales
Especializada en la gestión, prevención y transformación de conflictos socio-ambientales. También, se encarga de proponer estrategias de actualización de acuerdo a la coyuntura y las demandas de la población, para lo cual cuenta con un equipo multidisciplinario establecido en cinco macrorregiones (Norte, Sur, Oriente, Sur Oriente y Centro).

#### Oficina General de Planeamiento y Presupuesto
Órgano de asesoramiento, responsable de conducir los sistemas de planeamiento estratégico, presupuesto público, modernización de la gestión pública e inversión pública y las acciones de cooperación técnica y asuntos internacionales del sector.

#### Oficina General de Recursos Humanos
Órgano de apoyo responsable de conducir los procesos del Sistema Administrativo de Gestión de Recursos Humanos. Asimismo, promueve el bienestar y el desarrollo de las personas, administrando las relaciones laborales de los recursos humanos del ministerio; de igual forma, es la encargada de implementar las disposiciones que emita la Autoridad Nacional del Servicio Civil – SERVIR.

#### Oficina de Comunicaciones e Imagen Institucional
Responsable de desarrollar las actividades de difusión de las intervenciones del Ministerio a través de los medios de comunicación social. Tiene a su cargo el protocolo y las relaciones públicas institucionales.

#### Oficina de Gestión Documental y Atención a la Ciudadanía
Responsable de formular, proponer e implementar las acciones para la mejora de los servicios de atención al ciudadano. Asimismo, coordina con los órganos responsables del ministerio, las solicitudes de acceso a la información pública, así como la atención y solución de quejas o reclamos presentados.

## Funciones

### Funciones Rectoras
- Formular, planificar, dirigir, coordinar, ejecutar, supervisar y evaluar la política nacional del ambiente aplicable a todos los niveles de gobierno[3] en el marco del sistema nacional de gestión ambiental[4]
- Garantizar el cumplimiento de las normas ambientales por parte del Ministerio del Ambiente, los demás sectores y los diferentes niveles de gobierno; realizando funciones de promoción, fiscalización, supervisión, evaluación y control, así como ejercer la potestad sancionadora en materia de su competencia y dirigir el régimen de fiscalización y control ambiental y el régimen de incentivos, previsto por la Ley n. º 28611, Ley General del Ambiente.[4]
- Realizar seguimiento y monitoreo, respecto de los logros en las metas ambientales a nivel nacional, regional y local y tomar las medidas correspondientes.[4]
- Coordinar la implementación de la política nacional ambiental con los sectores, los gobiernos regionales y los gobiernos locales.[3]
- Prestar apoyo técnico a los sectores, gobiernos regionales y locales para el adecuado cumplimiento de las funciones ambientales.[4] Además de una comisión consultiva y otra multisectorial ambiental.

### Funciones técnico-normativas
- Formular propuestas y aprobar lineamientos, normas, directivas, planes, programas, proyectos, estrategias e instrumentos de gestión ambiental en las materias de su competencia.[4]
- Promover y suscribir convenios de colaboración interinstitucional a nivel nacional e internacional en el ámbito de su competencia y de acuerdo a ley.[4]
- Resolver los recursos impugnativos interpuestos contra las resoluciones y los actos administrativos relacionados con sus competencias, así como promover la solución de conflictos ambientales a través de los mecanismos extrajudiciales de resolución de conflictos, constituyéndose en la instancia previa obligatoria al órgano jurisdiccional en materia ambiental.[3]
- Cumplir y hacer cumplir el marco normativo relacionado con su competencia.[4]
- Las demás que señala la normativa aplicable.

### Funciones específicas
- Formular, aprobar, coordinar, supervisar, ejecutar y evaluar el Plan Nacional de Acción Ambiental y la Agenda Nacional de Acción Ambiental.[3]
- Dirigir el Sistema Nacional de Gestión Ambiental, el Sistema Nacional de Evaluación de Impacto Ambiental, el Sistema Nacional de Información Ambiental, el Servicio Nacional de Áreas Naturales protegidas por el Estado, así como otros que señala la ley.[4]
- Establecer la política, los criterios, las herramientas y los procedimientos de carácter general para el ordenamiento territorial nacional, en coordinación con las entidades correspondientes, y conducir su proceso.[3]
- Establecer los criterios y procedimientos para la formulación, coordinación y ejecución de los planes de descontaminación y recuperación de ambientes degradados.[3]
- Evaluar las propuestas de establecimiento o modificación de áreas naturales protegidas y proponerlas al Consejo de Ministros para su aprobación.[3]
- Promover y coordinar la adecuada gestión de residuos sólidos, la protección de la calidad del aire y el control del ruido y de las radiaciones no ionizantes y sancionar su incumplimiento.[3]
- Supervisar el funcionamiento de los organismos públicos adscritos al sector y garantizar que su actuación se enmarque dentro de los objetivos de la política nacional ambiental.[3]
- Formular y proponer la política y las estrategias nacionales de gestión de los recursos naturales y de la diversidad biológica.[3]
- Promover la investigación científica, la innovación tecnológica y la información en materia ambiental, así como el desarrollo y uso de tecnologías, prácticas y procesos de producción, comercialización y consumo limpios.[3]
- Promover la participación ciudadana en los procesos de toma de decisiones para el desarrollo sostenible y fomentar una cultura ambiental nacional.[4]
- Elaborar el informe sobre el estado del ambiente y la valoración del patrimonio natural de la Nación.[3]
- Declarar emergencias ambientales, en coordinación con el Instituto Nacional de Defensa Civil (INDECI), el Ministerio de Salud, el Gobierno Regional que corresponda u otras entidades que tienen competencia ambiental y disponer su prórroga o levantamiento.
- Ejercer la potestad sancionadora en el ámbito de sus competencias, aplicando las sanciones de amonestación, multa, comiso, inmovilización, clausura o suspensión por las infracciones a la legislación ambiental y de acuerdo al procedimiento que se debe aprobar para tal efecto, así como resolver recursos impugnativos que se interpongan, ejerciendo la potestad de ejecución coactiva en los casos que corresponde.

## Planeamiento

### Plan Nacional de Acción Ambiental
Es el instrumento estratégico de gestión pública para la implementación de la Política Nacional del Ambiente. 
Sus ejes se dividen en: Conservación y aprovechamiento sostenible de los recursos naturales y de la diversidad biológica - que incluye Diversidad Biológica, Recursos genéticos, Biodiversidad, Aprovechamiento de recursos naturales, Minería y energía, Bosques, Ecosistemas marino – costeros, Cuencas, agua y suelos, Mitigación y adaptación al cambio climático, desarrollo sostenible de la Amazonía, ordenamiento territorial-; Gestión Integral de la calidad ambiental -que incluye control integrado de la contaminación, la Calidad de agua, calidad de aire, residuos sólidos, sustancias químicas y materiales peligrosos, calidad de vida en ambientes urbanos.

## Políticas

### Política Nacional del Ambiente
La Política Nacional del Ambiente se presenta a la ciudadanía en cumplimiento del mandato establecido en el artículo 67.º de la Constitución Política del Perú y en concordancia con la legislación que norma las políticas públicas ambientales. Esta política es uno de los principales instrumentos de gestión para el logro del desarrollo sostenible en el país y ha sido elaborada tomando en cuenta la Declaración de Río sobre el Medio Ambiente y Desarrollo, los Objetivos del Milenio formulados por la Organización de las Naciones Unidas y los demás tratados y declaraciones internacionales suscritos por el Estado Peruano en materia ambiental.

### Política Nacional de Educación Ambiental
La Política Nacional de Educación Ambiental establece los objetivos, lineamientos de política y resultados esperados en la formación y fortalecimiento de la ciudadanía que requiere el desarrollo sostenible ambiental nacional. Esta política es el resultado de un proceso liderado por los sectores Educación y Ambiente, con la activa participación de entidades del sector público y la sociedad civil.
En su elaboración hubo un amplio proceso de análisis, participación y consulta pública. El gobierno, a través de los Ejes Estratégicos de la Gestión Ambiental, priorizó fortalecer la ciudadanía, la comunicación y educación ambiental, para lo cual un primer paso fue la aprobación de la Política Nacional de Educación Ambiental y su respectivo plan de implementación.
Actualmente en el Perú existe un Plan Nacional de Educación ambiental 2017-2022, elaborado conjuntamente por el Ministerio de Educación y el Ministerio del Ambiente. Fue aprobado mediante Decreto Supremo N.º 016-2016 por el Ministerio de Educación. Este instrumento de gestión tiene por objetivo promover la educación y cultura ambiental con una visión de mejorar el bienestar de las generaciones presentes y futuras en un contexto de cambio climático. Se encuentra enmarcado por tres objetivos estratégicos: las competencias de la comunidad educativa para estilos de vida saludables y sostenibles, el compromiso ciudadano para el desarrollo sostenible y los compromisos institucionales para el desarrollo y las sociedades sostenibles.

## Sistema Nacional de Información Ambiental
El Sistema Nacional de Información Ambiental (SINIA) es una plataforma por la que accederás a información gratuita y sin restricciones sobre diferentes componentes ambientales como agua, aire, suelo, biodiversidad, residuos sólidos, entre otros.
El SINIA se creó para agrupar la información ambiental de organismos públicos y privados, y como soporte del Sistema Nacional de Gestión Ambiental. Está incluido en la Ley n.° 28611 (Ley General del Ambiente) y la Ley n.° 28245 (Ley del Sistema Nacional de Gestión Ambiental).

## Ejes de trabajo
El Ministerio del Ambiente (MINAM) busca contribuir a mejorar la calidad de vida de la ciudadanía, a través de tres ejes, Perú Natural, Perú Limpio y Perú Inclusivo. El éxito de la gestión radica en que el componente ambiental esté presente en todas las decisiones que se toman en el Perú, ya sean de política pública, decisiones empresariales o decisiones familiares.
Perú Natural: Conservación y puesta en valor del capital natural con énfasis en la lucha contra la deforestación en un contexto de cambio climático.
Perú Limpio: Promover la gestión integral de los residuos sólidos, sustancias químicas peligrosas y consolidar la evaluación de impacto ambiental y la fiscalización ambiental.
Perú Inclusivo: Efectiva participación de todas y todos los peruanos y peruanas en el diseño e implementación de políticas públicas ambientales sostenibles.

## Órganos adscritos
- Instituto de Investigaciones de la Amazonía Peruana - IIAP
- Servicio Nacional de Meteorología e Hidrología del Perú - SENAMHI
- Instituto Geofísico del Perú - IGP
- Organismo de Evaluación y Fiscalización Ambiental – OEFA
- Servicio Nacional de Áreas Naturales Protegidas por el Estado - SERNANP
- Servicio Nacional de Certificación Ambiental - SENACE[8]
- Instituto Nacional de Investigación en Glaciares y Ecosistemas de Montaña - INAIGEM